# HMS Duke of York (17)
HMS Duke of York (17) — британський лінкор типу «Кінг Джордж V». Закладений 5 травня 1937 року і вступив у стрій 4 листопада 1941-го. Брав активну участь у Другій світовій війні.
У період з березня по вересень 1942-го супроводжував арктичні конвої, потім був переведений у Гібралтар, де став флагманом З'єднання Н. Під час висадки союзників у Північній Африці «Дюк оф Йорк» прикривав британські авіаносці. У липні 1943-го проводив маневри в Північному морі з метою відволікти увагу німців від висадки на Сицилію. 4 жовтня разом з однотипним лінкором «Енсон» та американським авіаносцем «Рейнджер» здійснив рейд у норвезькі води.
26 грудня 1943-го «Дюк оф Йорк» зробив вирішальний внесок у перемогу над німецьким лінкором «Шарнхорст». Весною-літом 1944-го він прикривав британські авіаносці в операціях проти «Тірпіца». У 1945 році корабель включили до складу Британського тихоокеанського флоту. Він не брав участі у бойових діях проти Японії, однак був присутнім під час її капітуляції.
У липні 1946-го «Дюк оф Йорк» повернувся до Британії та протягом трьох років виконував функції флагмана Флоту метрополії. У вересні 1949-го був виведений у резерв, а в 1957-му виключений зі складу флоту і проданий приватній компанії для розбирання на метал.

## Загальні характеристики
«Дюк оф Йорк» — третій лінкор типу «Кінг Джордж V», закладений 5 травня 1937-го на верфі компанії John Brown & Company у місті Клайдбанк. Спущений на воду 28 лютого 1940 року і вступив до строю 4 листопада 1941-го. Спочатку корабель планували назвати «Енсон», однак у грудні 1938-го він отримав назву «Дюк оф Йорк», на честь герцога Йоркського. Таким чином лінкор став восьмим кораблем британського флоту, який отримав цю назву.
Стандартна водотоннажність на початку експлуатації становила 36727 англійських тон (37316 т), повна — 42076 англійських тон (42750 т). Однак у 1945 році, у результаті чисельних модернізацій, стандартна водотоннажність зросла до 39780 т, а повна — до 44790 т. Корпус мав загальну довжину 227,08 м і довжину по ватерлінії 225,6 м, його ширина становила 31,42 м. Корабель мав осадку 8,84 м при стандартній водотоннажності та 9,9 м — при повній. Слід відзначити, що це середнє значення осадки, тому що під час експлуатації на корабель встановлювали додаткове озброєння та обладнання, що призводило до збільшення його водотоннажності і як наслідок — осадки. Метацентрична висота лінкора становила 1,85 м при нормальній водотоннажності та 2,46 м при повній.
Силова установка мала потужність 110000 к.с. (82000 кВт), що дозволяло лінкору розвивати швидкість 28 вузлів. Об'єм паливних баків становив 3800 т, але під час експлуатації, шляхом застосування додаткових місткостей в середині корабля, запас пального збільшили до 4100 т. Також «Дюк оф Йорк» брав на борт 200 т дизельного палива, 300 т технічної та 400 т питної води. Дальність плавання при швидкості 27 вузлів становила 3100 морських миль (5700 км).

## Опис корабля

### Корпус

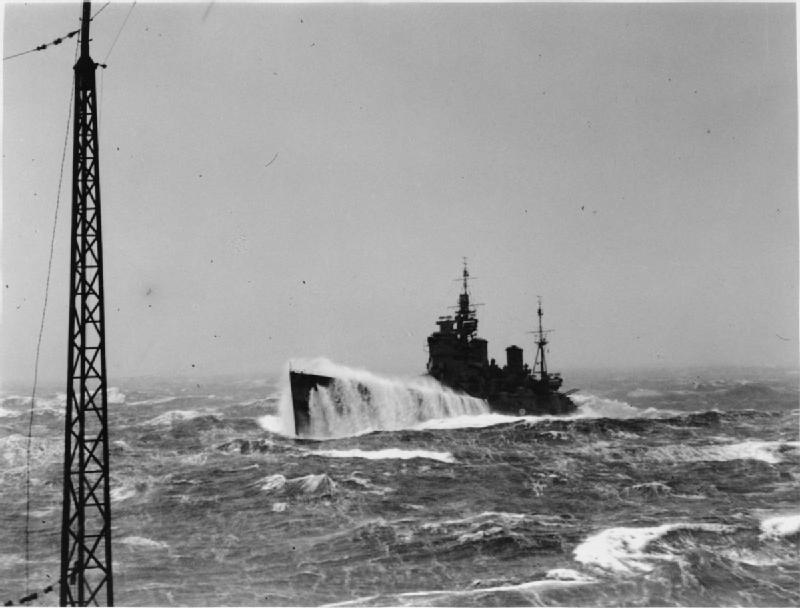
«Дюк оф Йорк» під час ескортування арктичного конвою, на фотографії видно як сильно заливається передня частина корабля

Лінкор мав корпус з гладкою палубою та майже прямокутним міделем (коефіцієнт повноти 0,99), але з досить гострими обводами (коефіцієнт повноти 0,59). Висота надводних бортів була недостатньою, тому під час плавання на високій швидкості вода заливала носову башту і забризкувала лінзи далекомірів.
Корпус корабля поділявся на 19 водонепроникних відсіків. При будівництві використовувалися, в основному, заклепкові з'єднання. З використанням зварювання були виконані лише найменш важливі частини корпусу та надбудови. Велика висота броньового пояса дозволяла забезпечити лінкору відмінний запас бойової плавучості. Завдяки малій метацентричній висоті, хитавиця корабля мала досить плавний характер, що відмінно позначалося на точності ведення вогню. Остійність лінкора перебувала на високому рівні, кут перекидання при непошкодженому борті перевищував 60 °. Маючи ефективне поєднання остійності та бойових властивостей, «Дюк оф Йорк», як й інші лінкори типу «Кінг Джордж V», був відмінною гарматною платформою.

### Енергетична установка
Основу енергетичної установки становили 8 котлів «адміралтейського» типу, які сумарно важили 416 т. Тиск у котлах становив 28,92 кгс/см² (28 атм.), а температура 370 °C. Котельні приміщення розташовувалися поряд і кожні два котли з'єднувалися з турбіною типу Парсонс, що розташовувалася заді них. Турбіни обертали чотири гвинти, діаметром 4,42 м кожен. Частота обертання кожної турбіни становила 2257 об/хв, гвинтів — 236. Енергетична установка мала блочно-ешелонне компонування. Чотири блоки механізмів, по одному на кожен вал, були повністю ізольовані один від одного. Кожен блок мав окрему систему подачі палива, води та масла.
Силова установка в нормальному режимі роботи мала потужність 100 000 к.с. (75 000 кВт). Однак вона могла працювати у форсованому режимі, досягаючи потужності 110 000 к.с. (82000 кВт). Її характеристики дозволяли кораблю розвивати швидкість 27,62 вузли. Однак дальність плавання для кораблів такого класу була порівняно невелика — 3100 морських миль (5700 км) при швидкості 27 вузлів.
Електроенергію для корабельних потреб виробляли 6 турбогенераторів, які отримували пар від головної енергетичної установки. Потужність кожного генератора становила 330 кВт. Подача електроенергії здійснювалася по двох кільцевих магістралях. Для екстрених ситуацій призначалися два аварійні дизель-генератори з потужністю по 330 кВт.

### Захист
Броньовий пояс розміщувався ззовні обшивки і мав довжину 126,5 м, що дозволяло повністю прикривати артилерійські погреби та машинну установку. Висота поясу становила 7,16 м і, при нормальній водотоннажності, він ішов під воду на 3,66 м. Пояс формували три ряди плит, які дуже жорстко скріплялися шипами та пазами. Товщина поясу коливалася від 381 мм в районі погребів до 356 мм в районі машинних відділень. Плити нижнього ряду клиноподібно тоншали до 140 і 114 мм відповідно. Пояс замикався траверзами, товщина яких варіювалася від 254 до 305 мм над броньованою палубою і до 51 мм під нею. Загалом бронею було прикрито 70 % довжини корабля.
Головна броньована палуба накладалася на верхній край пояса і закривала весь простір цитаделі. Вона мала товщину від 127 мм над машинним відділенням і до 152 мм над артилерійськими погребами. За межами цитаделі, на рівні з'єднання середнього і нижнього ряду поясних плит, розташовувалась нижня броньована палуба, яка мала товщину від 64 до 127 мм в носі та 114 мм в кормі.
Броньовані плити на артилерійських баштах головного калібру розташовувалися під прямим кутом. Вертикальна лобова плита мала товщину 324 мм, бічні плити — 174—224 мм, задня —174 мм. Дах захищала плита товщиною 149 мм. Бронювання баштових барбетів було диференційованим і коливалося від 280 мм на тильних ділянках, до 343 мм на найбільш загрозливих, бічних. Бойова рубка мала бронювання від 51 до 114 мм.
Підводний захист лінкора був побудований за принципом «сендвіча» і за розрахунками проектувальників, міг витримати підводний вибух потужністю 454 кг тротилу. Його загальна глибина становила 4,11 м на міделі, 4 м в районі носових башт головного калібру і 3 м в районі кормової башти.

### Озброєння

#### Артилерія головного калібру

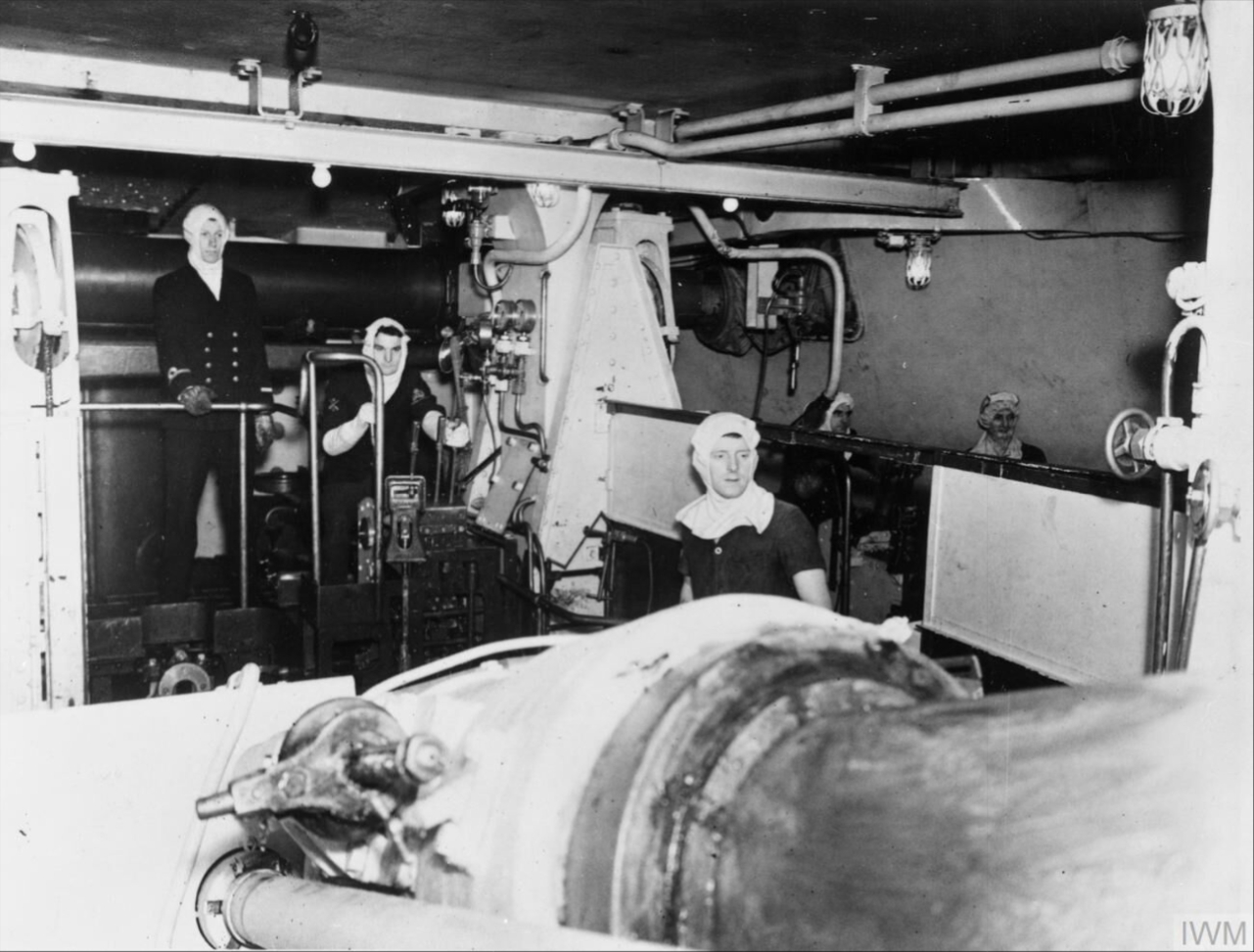
В середині однієї із башт головного калібру

На лінкорі були встановлені десять 356-мм гармат Mark VII, кожна з яких важила 89 тонн. Ствол гармати був розрахований на 340 пострілів повним зарядом. Технічна скорострільність становила 2 постріли за хвилину, фактична — 1,5. Стандартний боєзапас нараховував по 80 снарядів на гармату, максимальний — по 100.
Артилерія головного калібру розміщувалася в двох чотирьохгарматних баштах типу Mark III та одній двогарматній типу Mark II. Дві башти розташовувалися у передній частині корабля (Mk III і Mk II) та одна — у кормовій (Mk III). Їх конструкція давала можливість підносити гармати на 40 °, що забезпечувало дальність стрільби 35259 м. Піднесення гармат відбувалося зі швидкістю два градуси на секунду. Керування баштами здійснювалося за допомогою гідравлічних приводів, які забезпечували швидкість обертання вісім градусів на секунду. Кут повороту башти А становив 286 °, башт В та Y — по 276 °. Кожна башта типу Mk III, без урахування гармат, важила 1582 т, башта Mk II мала вагу 915 т.
Система керування вогнем складалася із двох командно-далекомірних постів, оснащених оптичними 15-футовими далекомірами (база 4.57 м). Для визначення відстані також використовувалися баштові далекоміри — 12,5-метрові в Mk III та 9-метровий в Mk II. Отримані дані оброблялися аналоговими комп'ютерами Mk IX. СКВ дозволяла добиватися при хороших погодних умовах 5-7 % влучань на відстані 6-8 миль.

#### Універсальна артилерія

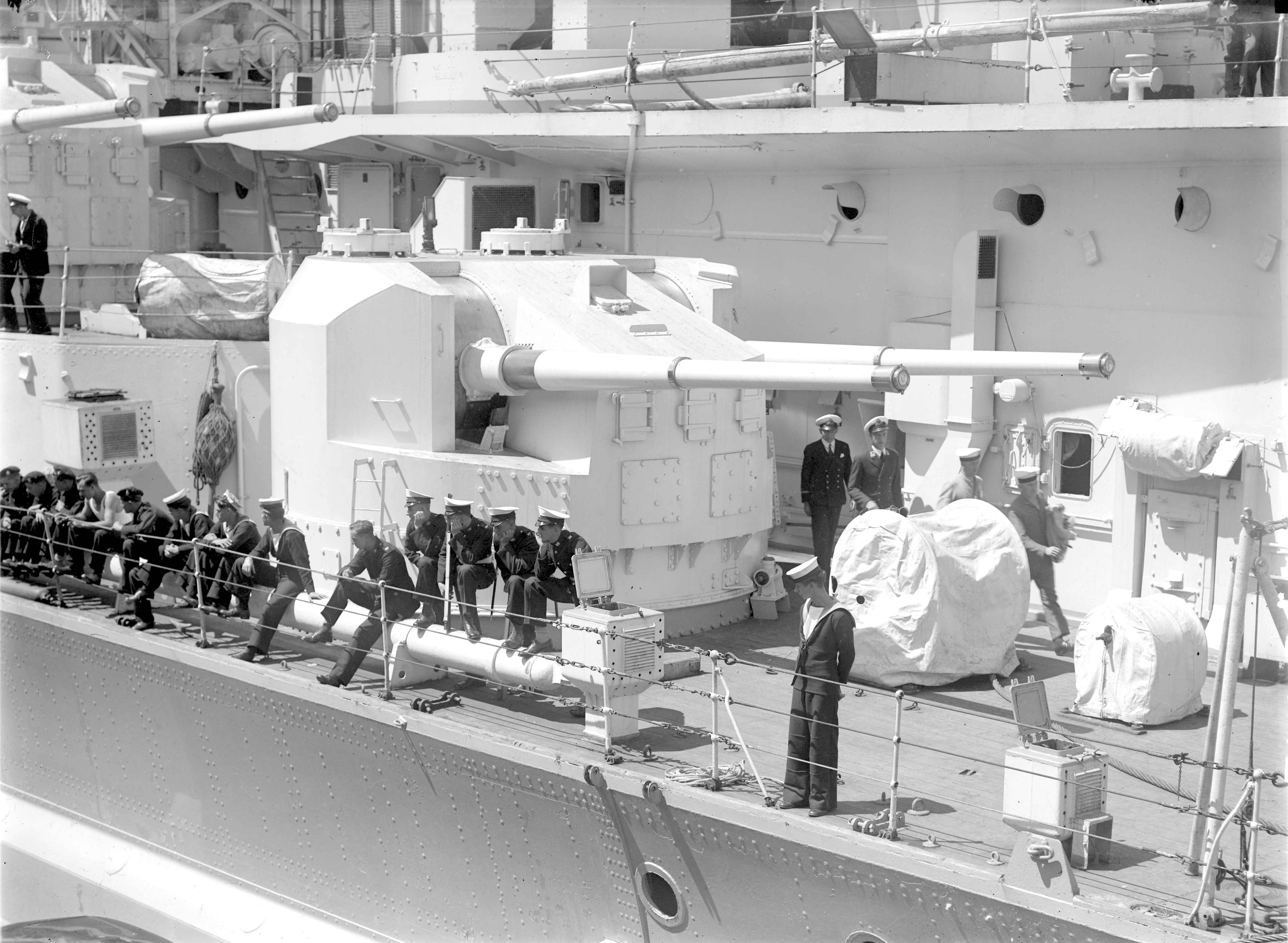
133-мм гармати Mark I (на фото зображені гармати лінкора «Кінг Джордж V»)

Універсальна артилерія складалася із шістнадцяти 133-мм гармат Mark I, які могли одночасно вести вогонь по морських і повітряних цілях. Зазвичай використовувалися два типи боєприпасів: бронебійні та фугасні, кожен із них важив 36,3 кг. Початкова швидкість вильоту снаряда становила 792 м/с. Боєзапас формувався із розрахунку 400 снарядів на одну гармату. Mk I могли вести вогонь по морських цілях на відстані до 22 км, а по повітряних — на висоті до 14,9 км. Через значну вагу снаряда та роздільний спосіб заряджання гармати мали низьку скорострільність — 7-8 пострілів за хвилину. Управління вогнем здійснювалося з чотирьох контрольно-далекомірних пунктів, оснащених системами HACS Mk V.
Артилерія розміщувалася у восьми спарених баштах, кожна з яких важила 78,7 т. Вони дозволяли змінювати кут піднесення гармат від −5 до 70 ° та повертати їх у діапазоні 160 °, при цьому швидкість піднесення становила 10 °/с, повороту — 20°/с. Башти розміщувалися у два яруси, що дозволяло їм концентрувати вогонь у будь-якому напрямку.

#### Легка зенітна артилерія

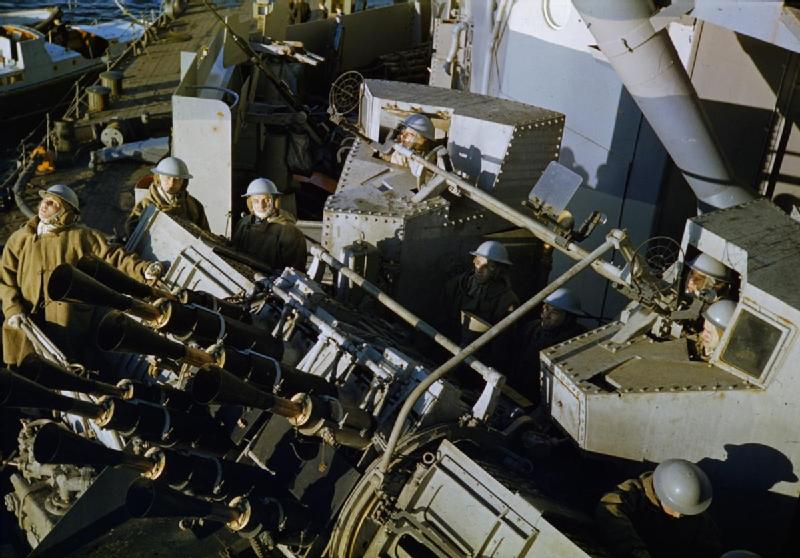
Зенітна установка «Пом-пом»

Ближня протиповітряна оборона спочатку складалася із 40-мм автоматичних гармат QF 2 pounder Mark II, які за характерний звук при стрільбі дістали назву «Пом-пом». Кожна гармата мала технічну скорострільність 115 пострілів за хвилину, але на практиці темп стрільби становив 96-98 пос/хв. QF 2 могли вести вогонь на відстані до 6,2 км. Гармати розміщувалися у восьми восьмиствольних установках Mark VI, кожна з яких важила 16 тонн. Кут піднесення гармат становив 80 °. У 1945 році «Дюк оф Йорк» отримав 6 зенітних установок Mk VII з чотирма гарматами «Пом-пом». Вони були легші за Mk VI — 10,8 т і змінювали кут піднесення зі швидкістю 25 градусів на секунду.
Керування вогнем здійснювалося із командно-далекомірних пунктів Mark IV. Їх персонал за допомогою гіроскопів та оптичних далекомірів визначав швидкість повітряної цілі, її напрямок руху та швидкість. Отримана інформація оброблялася електромеханічним комп'ютером і використовувалася для внесення поправок при веденні вогню.
Експлуатація британських лінкорів в перші роки Другої світової виявила їх недостатню захищеність від атак з повітря. Тому ще до вступу в стрій, «Дюк оф Йорк» отримав 8 зенітних гармат «Ерлікон», які розміщувалися в одинарних установках Mk IIIA. Вони мали дальність стрільби 4368 м і скорострільність 450 пос/хв, а ручний привід дозволяв підносити гармату на 90 °. На початку 1944-го, окрім одинарних Mk IIIA на кораблі з'явилися дві спарені установки Mk V. Під час модернізації, що відбулася у вересні 1944 — квітні 1945-го, «Дюк оф Йорк» отримав 40-мм Bofors L60, які розміщувалися у двох чотирьохствольних установках Mk II і могли вести вогонь по цілях на висоті до 5,5 км зі швидкістю 115 пос/хв.
У результаті чисельних модернізацій, ближня протиповітряна оборона «Дюк оф Йорка» в 1945 році мала наступний вигляд: 14 установок «Пом-пом» (8 установок по вісім гармат і 6 — по чотири), 2 установки Bofors L60 (по чотири гармати на кожній) та 55 установок «Ерлікон» (39 одинарних і 16 спарених).

#### Авіаційне озброєння
«Дюк оф Йорк» мав поперечно розташовану катапульту D-IIIH, яка могла розігнати до злітної швидкості літак масою 5,5 тонн. Як бортова авіація використовувалися три біплани Walrus, які мали злітну масу 3265 кг і дальність польоту 965 км. Вони не мали озброєння і використовувався для ведення розвідки та коректування артилерійського вогню. У 1944 році, у зв'язку із розвитком радіолокації, британське командування відмовилось від використання авіації на лінійних кораблях і восени 1944-го усе авіаційне обладнання «Дюк оф Йорка» було демонтоване.

### Радіоелектронне обладнання
Комплекс радіоелектронного обладнання на початку експлуатації, у листопаді 1941-го, мав наступний вигляд:
- РЛС виявлення надводних цілей Type 273
- РЛС раннього попередження про повітряний напад Type 281
- Радар керування вогнем гармат головного калібру Type 284
- 4 радари керування вогнем універсальної артилерії Type 285
- 6 радарів керування вогнем зенітної артилерії Type 282

Основним засобом пошуку надводних цілей у нічний час, або у складних метеоумовах була РЛС Type 273, яка могла виявити корабель на відстані до 41,5 км. Для виявлення повітряних цілей слугувала РЛС Type 281. Її можливості дозволяли виявляти ворожі літаки за 210 км. Цілі що рухалися на надмалій висоті (до 30 м) станція виявляла за 17 км. Type 284 — британське позначення американського радара для керування вогнем гармат головного калібру Mark 3. Він дозволяв коригувати вогонь по морських цілях на відстані до 18 км, орієнтуючись на сплески від снарядів. Для керування вогнем універсальної артилерії екіпаж лінкора використовував 5 радарів Type 285. Слід відзначити, що Type 285 — британське позначення американського радара FD Mark 4, який мав дальність дії 37 км і визначав координати цілі з точністю до 37 м. Вогнем зенітних гармат QF 2 керували шість дециметрових радарів Type 282. Їх дальність становила 6 км

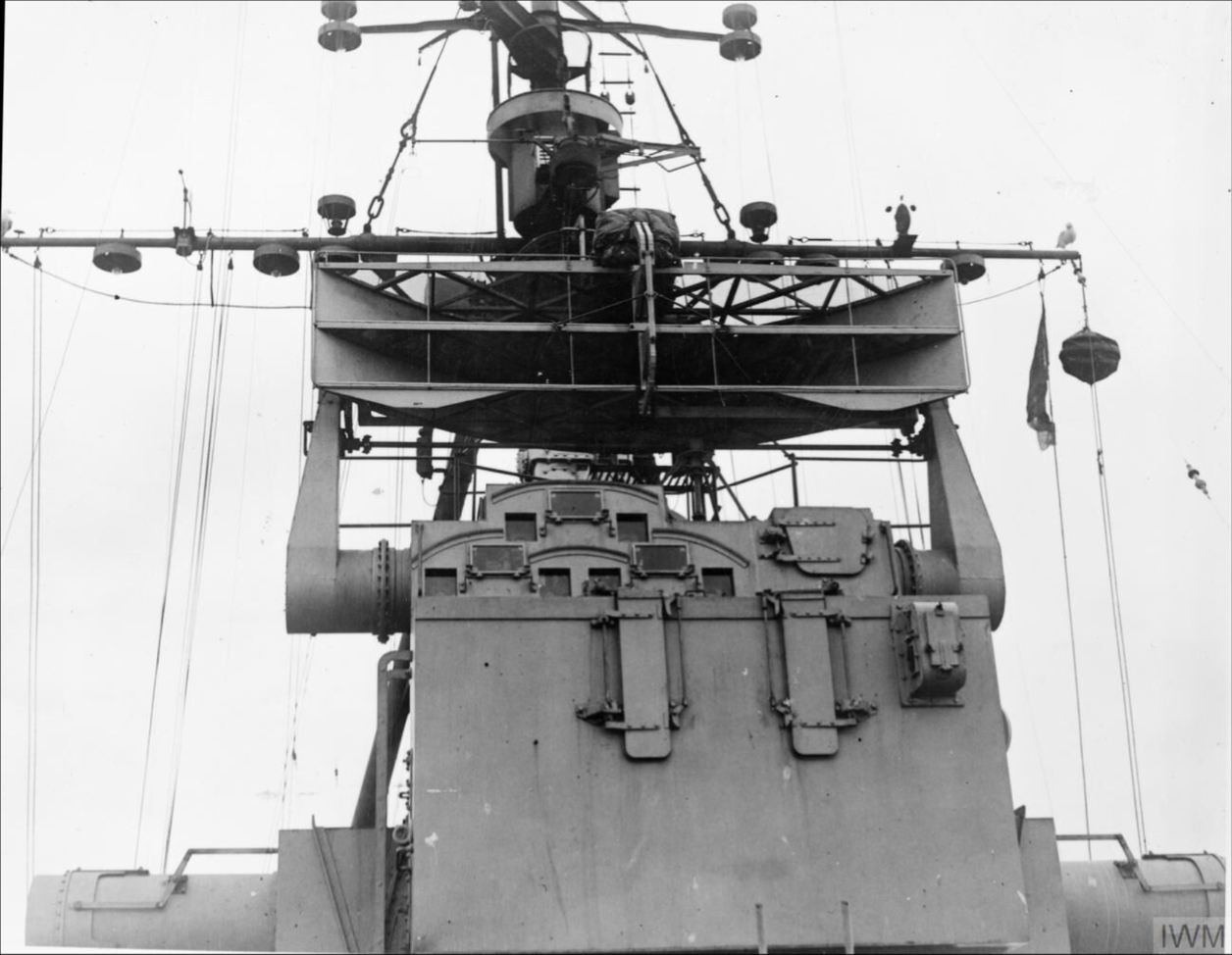
Радар Type 274 (на фото зображений радар легкого крейсера Swiftsure)

Значні зміни в радіоелектронному обладнанні відбулися під час модернізації у жовтні 1944 — березні 1945-го. Британці демонтували Type 273 і Type 281, а замість них встановили Type 293, Type 277 і Type 281B. Перший із них використовувався для керування вогнем по морських та повітряних цілям. Він міг визначити координати ворожого лінкора за 31 км і стежити за літаками противника на відстані до 30 км. Радар пошуку надводних цілей Type 277 виявляв кораблі класу лінкор на відстані 40 км. Крім того він мав здатність відстежувати повітряні цілі на відстані до 55 км і краще визначав координати об'єктів, ніж Type 273. Порівнюючи з базовою модифікацією, Type 281B був оснащений більш потужним приймачем, що дозволило збільшити дальність виявлення цілей до 220 км (при висоті польоту 6100 м). Для ефективнішого керування вогнем гармат головного калібру «Дюк оф Йорк» отримав дві РЛС Type 274, які замінили застарілу Type 284. Нові радари мали дальність дії до 30 км і роздільну здатність 45 м. Крім того, через збільшення чисельності зенітних гармат на корабель встановили ще один радар Type 282.
Враховуючи усі вище перелічені вдосконалення, радіоелектронний комплекс «Дюк оф Йорка» у 1945 році мав наступний вигляд:
- РЛС виявлення надводних цілей Type 277
- РЛС раннього попередження про повітряний напад Type 281B
- РЛС для уточнення координат морських і повітряних цілей Type 293
- 2 радари керування вогнем гармат головного калібру Type 274
- 4 радари керування вогнем універсальної артилерії Type 285
- 7 радарів керування вогнем зенітної артилерії Type 282

## Модернізація
Під час експлуатації «Дюк оф Йорк» регулярно проходив модернізацію з метою встановлення нових систем та оновлення обладнання. Нижче наведені усі етапи модернізації:
| Дата                         | Місце      | Опис робіт |
| ---------------------------- | ---------- | --- |
| Квітень 1942-го              | Скапа-Флоу | Встановлені 8 зенітних гармат «Ерлікон». |
| Грудень 1942 — березень 1943 | Росайт     | Встановлені 14 зенітних гармат «Ерлікон». |
| Червень 1944-го              | Скапа-Флоу | Демонтовані 2 зенітні гармати «Ерлікон»; встановлені 2 × 2 зенітні установки «Ерлікон». |
| Вересень 1944 — квітень 1945 | Ліверпуль  | Встановлені 2 х 4 зенітні установки «Бофорс», 2 х 8 та 6 х 4 зенітних установок «Пом-пом», 15 зенітних гармат «Ерлікон» та 6 × 2 зенітних установок «Ерлікон». Демонтований радар виявлення надводних цілей Type 273; радар раннього попередження про повітряний напад Type 281 замінений на Type 281B, радар керування вогнем гармат головного калібру Type 284 замінений на два Type 274; встановлені радар для пошуку надводних цілей Type 277, радар керування вогнем зенітної артилерії Type 282 та радар для уточнення координат морських та повітряних об'єктів Type 293. Демонтоване авіаційне обладнання. |

## Історія експлуатації

### Вересень 1941— жовтень 1942
«Дюк оф Йорк» успішно пройшов першу серію заводських випробувань, хоча через низький підйом палуби у негоду передня частина корабля часто заливалася водою. 10 вересня він прибув у місто Росайт для завершення будівництва і проходження наступної серії випробувань. Усі роботи були виконані менш ніж за два місяці й 4 листопада лінкор прибув на військово-морську базу Скапа-Флоу, яка стала місцем його дислокації. Він увійшов до складу 2-ї лінійної ескадри, а її командир віце-адмірал Албан Кертіс зробив «Дюк оф Йорк» флагманським кораблем.
9 грудня лінкор отримав своє перше бойове завдання — він мав доставити в Норфолк прем'єр-міністра Уінстона Черчилля, який прямував на зустріч з американським президентом Франкліном Рузвельтом. 12 грудня корабель прибув у місто Грінок, де наступного дня взяв на борт Уінстона Черчилля. Разом із прем'єр-міністром на борт корабля піднялися Начальник Імперського Генерального штабу Джон Ділл, начальник штабу військово-повітряних сил Чарльз Портал та інші високопоставлені військові. 15 грудня «Дюк оф Йорк» у супроводі трьох есмінців відплив до США. Через несприятливі погодні умови довелося відмовитися від початкового маршруту і плисти значно південніше, через райони де діяли німецькі підводні човни. На завершальному етапі плавання до британців приєдналися американські кораблі й 22 грудня вони разом прибули в Норфолк. Після цього лінкор вирушив на Бермудські острови, де очікував закінчення візиту. Однак 16 січня 1942-го стало відомо, що Черчилль повернеться в Британію на гідроплані, тому наступного дня, узявши на борт частину делегації, «Дюк оф Йорк» відплив до Британії. 25 січня він висадив членів делегації й згодом повернувся у Скапа-Флоу.

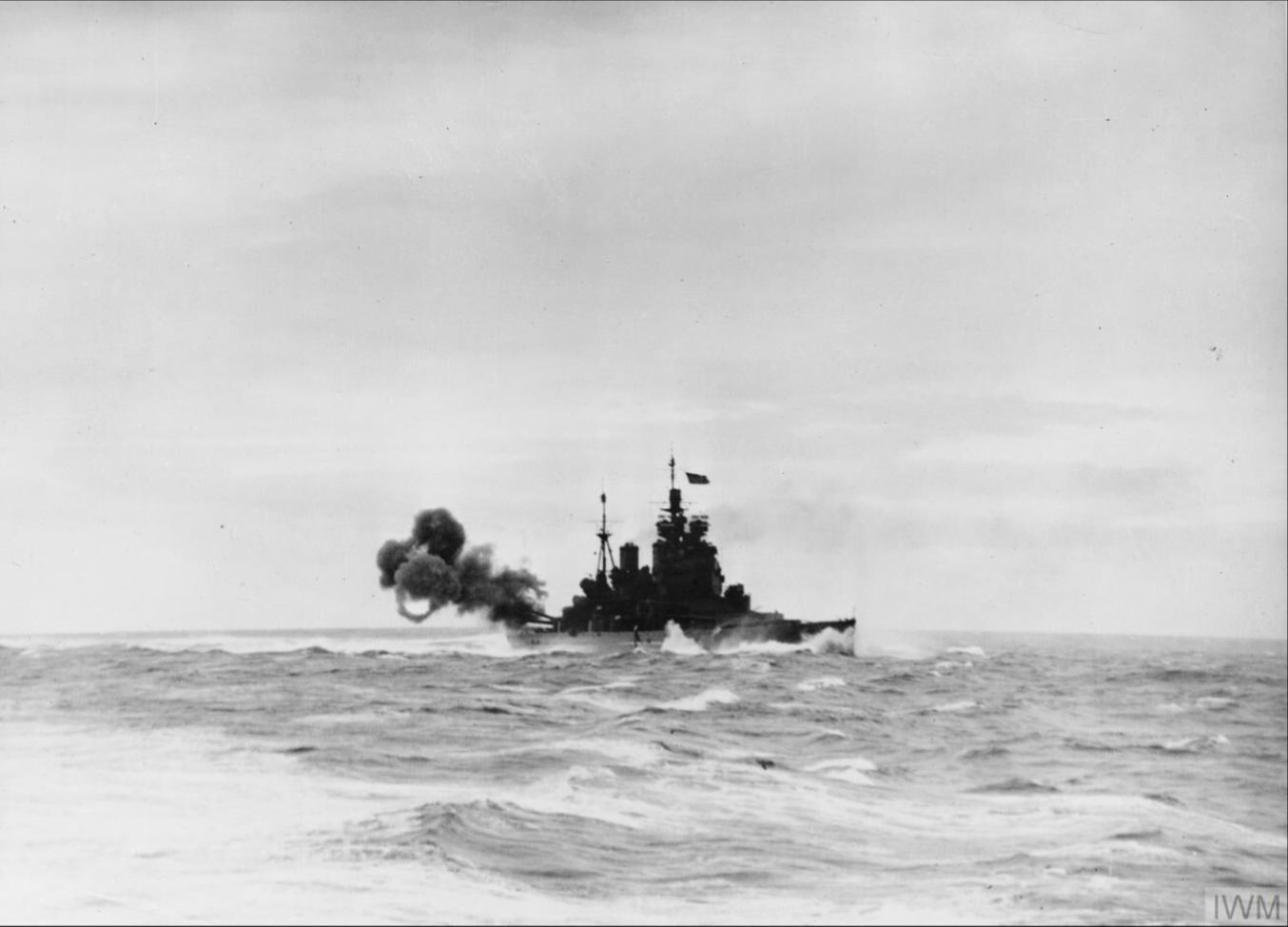
«Дюк оф Йорк» веде вогонь з гармат головного калібру (27 лютого 1942)

У січні 1942-го в захоплене німцями норвезьке місто Тронгейм прибув лінкор «Тірпіц», наступного місяця до нього приєдналися важкі крейсери «Адмірал Шеер» і «Принц Ойген». Концентрація великих кораблів противника створювала значну загрозу морським конвоям, тому британці прийняли рішення посилити їх охорону лінкорами. На березень було заплановане відправлення до СРСР конвою PQ 12 і «Дюк оф Йорк» мав його супроводжувати. 28 лютого він відплив зі Скапа-Флоу до Ісландії, де до нього приєднався лінійний крейсер «Рінаун» і вони разом із легким крейсером «Кенія» та шістьма есмінцями забезпечували дальнє прикриття PQ 12.
Плавання проходило у складних погодних умовах: 10-ти бальний шторм, заметіль та низька видимість. 6 березня охорона конвою була посилена лінкором «Кінг Джордж V», авіаносцем «Вікторіес», важким крейсером «Бервік» та кількома есмінцями. У той же день для перехоплення конвою німці направили ескадру, до якої увійшли лінкор «Тірпіц», 4 есмінці та 2 міноносці, однак вона була відразу виявлена британським підводним човном. Дізнавшись про переміщення противника, конвой збільшив швидкість до максимальної та взяв курс на північ. Через різницю у швидкості між кораблями й перегрупування сил, британські лінкори та авіаносець залишилися лише у супроводі одного есмінця і це притому, що в цих водах активно діяли німецькі субмарини. Тим часом «Тірпіц», не знайшовши конвой, почав повертатися на свою базу, але вранці 9 березня був виявлений британськими літаками. О 9:17 12 торпедоносців «Альбакор» з «Вікторіес» здійснили невдалу атаку на німецький лінкор.
Оскільки загроза для конвою минула, 9 березня більшість британських кораблів, включаючи «Дюк оф Йорк», узяли курс на південний захід. О 15:45 вони були атаковані трьома бомбардувальники Ju 88, однак британцям вдалося відбити напад. 10 березня «Дюк оф Йорк» та інші кораблі прибули у Скапа-Флоу.
Відразу після успішного проходження PQ 12, союзники почали готувати новий конвой — PQ 13. Для його супроводження 22 березня зі Скапа-Флоу вийшли «Дюк оф Йорк», «Кінг Джордж V», «Рінаун», «Вікторіес», два крейсери та 16 есмінців. Наступного дня британський флот дозаправився у Сейдісфьордюр і 24 березня продовжив плавання. Тим часом для атаки на PQ 13 та QP 9, який повертався із СРСР, німці розгорнули 10 підводних човнів і 3 есмінці.
Вранці 25 березня британський флот вийшов на позицію, яка знаходилася за декілька сотень миль на північний захід від Ісландії та патрулюючи в цьому районі здійснював дальнє прикриття конвоїв. 27 березня PQ 13 потрапив у сильний шторм і був розсіяний. В цих умовах командувач флоту віце-адмірал Албан Кертіс дійшов висновку, що його кораблі не зможуть захистити конвой, тому віддав наказ відплисти у Скапа-Флоу. У свою чергу PQ 13 зміг успішно дістатися Радянського Союзу, втративши лише один корабель із 19.
На початку квітня «Дюк оф Йорк» отримав вісім зенітних гармат «Ерлікон», що посилило його протиповітряну оборону. 12 квітня лінкор вирушив на захист конвоїв PQ 14 та QP 10. Також для прикриття конвою були залучені «Кінг Джордж V», «Вікторіес», два крейсери та 9 есмінців. Вони зайняли позиції біля Фарерських островів, прикриваючи конвої на випадок атаки великих німецьких кораблів. 18 квітня, виконавши завдання, флот повернувся у Скапа-Флоу.
24 квітня лінкор прибув у Хваль-фіорд (Ісландія), де отримав наказ вийти на зустріч «Кінг Джорджу», який отримав серйозні пошкодження у результаті зіткнення з есмінцем «Пенджабі». 1 травня «Дюк оф Йорк» у супроводі двох есмінців вийшов у море й ескортував пошкоджений лінкор до Скапа-Флоу. 6 травня «Дюк оф Йорк» став флагманом Флоту Метрополії.
У цей час британський та американський флоти починають активніше співпрацювати при супроводженні морських конвоїв. Приклад такої співпраці — ескортування PQ 16 та QP 12 у якому взяв участь і «Дюк оф Йорк». 15 травня він разом з авіаносцем «Вікторіес», одним крейсером та дев'ятьма есмінцями вийшов у море і взяв курс до берегів Ісландії. Під час плавання британці зустрілися з американським з'єднанням TF 99 (лінкор «Вашингтон», один крейсер та три есмінці) і разом з ним прибули в Хваль-фіорд. З 23 по 28 травня союзники спільно патрулювали Норвезьке море, здійснюючи дальнє прикриття конвоїв. Після виконання завдання флот розділився: «Вікторіес» та декілька есмінців залишилися в Ісландії, а більша частина кораблів, включаючи «Дюк оф Йорк» відплила у Скапа-Флоу.
29 червня лінкор знову вийшов у море, цього разу він мав прикривати конвої PQ 17 та QP 13. Разом із ним в операції взяли участь «Вашингтон», «Вікторіес», два крейсери та 12 есмінців. Маршрут кораблів був підібраний так, щоб вони одночасно захищали PQ 17 та імітували ескорт бутафорного конвою, який мав відволікти увагу німців. Слід відзначити, що німецьке командування ще в травні почало готувати масштабну операцію, метою якої було знищення одного з арктичних конвоїв. До неї планували залучити авіацію, надводні кораблі та підводні човни.
За допомогою авіації німці змогли завчасно виявити PQ 17 та Флот Метрополії, що дозволило їм розгадати наміри противника та розпочати атаку на конвой. 2 липня з баз вийшли дві групи кораблів: одна група складалася із лінкора «Тірпіц», важкого крейсера «Адмірал Хіппер», чотирьох есмінців та двох міноносців, а до іншої увійшли важкі крейсери «Лютцов» і «Адмірал Шеер», 5 есмінців та судно постачання. Обидві групи стали на тимчасову стоянку в фіордах Норвегії. Наступного дня британці дізналися про переміщення німецьких кораблів, але не змогли адекватно оцінити ступінь загрози. Однак увечері 4 липня розвідувальні літаки виявили «Тірпіц» на крайній півночі Норвегії й після цього стало зрозуміло, що скоро відбудеться атака на конвой. Проаналізувавши ситуацію, в Адміралтействі дійшли висновку, що німці нападуть о 2 годині 5 липня. У цей час дальне прикриття конвою знаходилося за 450 миль на захід від PQ 17 та не мало змоги завадити важким кораблям німців завдати удару по конвою. Враховуючи ці обставини Адміралтейство віддало наказ кораблям PQ 17 розсіятися і самостійно плисти в радянські порти. Утім розсіяний конвой не зміг ефективно протистояти атакам підводних човнів і авіації та втратив 24 із 35 суден.
Після розгрому PQ 17 союзники тимчасово припинили відправлення конвоїв, тому більшу частину липня лінкор не виходив у море. Тим часом у стрій повернувся «Кінг Джордж V» і «Дюк оф Йорк» втратив статус флагмана Флоту Метрополії. 28 липня корабель був перекинутий у Хваль-фіорд, де перебував наступні півтора місяця, доки його не залучили до супроводження PQ 18 та QP 14. «Дюк оф Йорк» разом з лінкором «Енсон» повинні були здійснювати дальнє прикриття конвоїв. 11 вересня лінкори у супроводі легкого крейсера та п'яти есмінців направилися у Норвезьке море, однак ескадра була швидко виявлена німецькими літаками, які почали постійно стежити за нею. В цих умовах адмірал Брюс Фрезер віддав кораблям наказ повернутися в Ісландію. 13 вересня, користуючись туманом, ескадра повернула на південь і наступного дня прибула в Акурейрі, при цьому німці вважали, що британські кораблі продовжують перебувати в Норвезькому морі. 19 вересня ескадра знову вийшла в море і продовжила прикривати конвої. Виконавши завдання, 22 вересня кораблі повернулися в Ісландію. 26 вересня «Дюк оф Йорк» приплив у Скапа-Флоу і наступного місяця пройшов плановий ремонт у місті Росайт.

### Висадка в Північній Африці

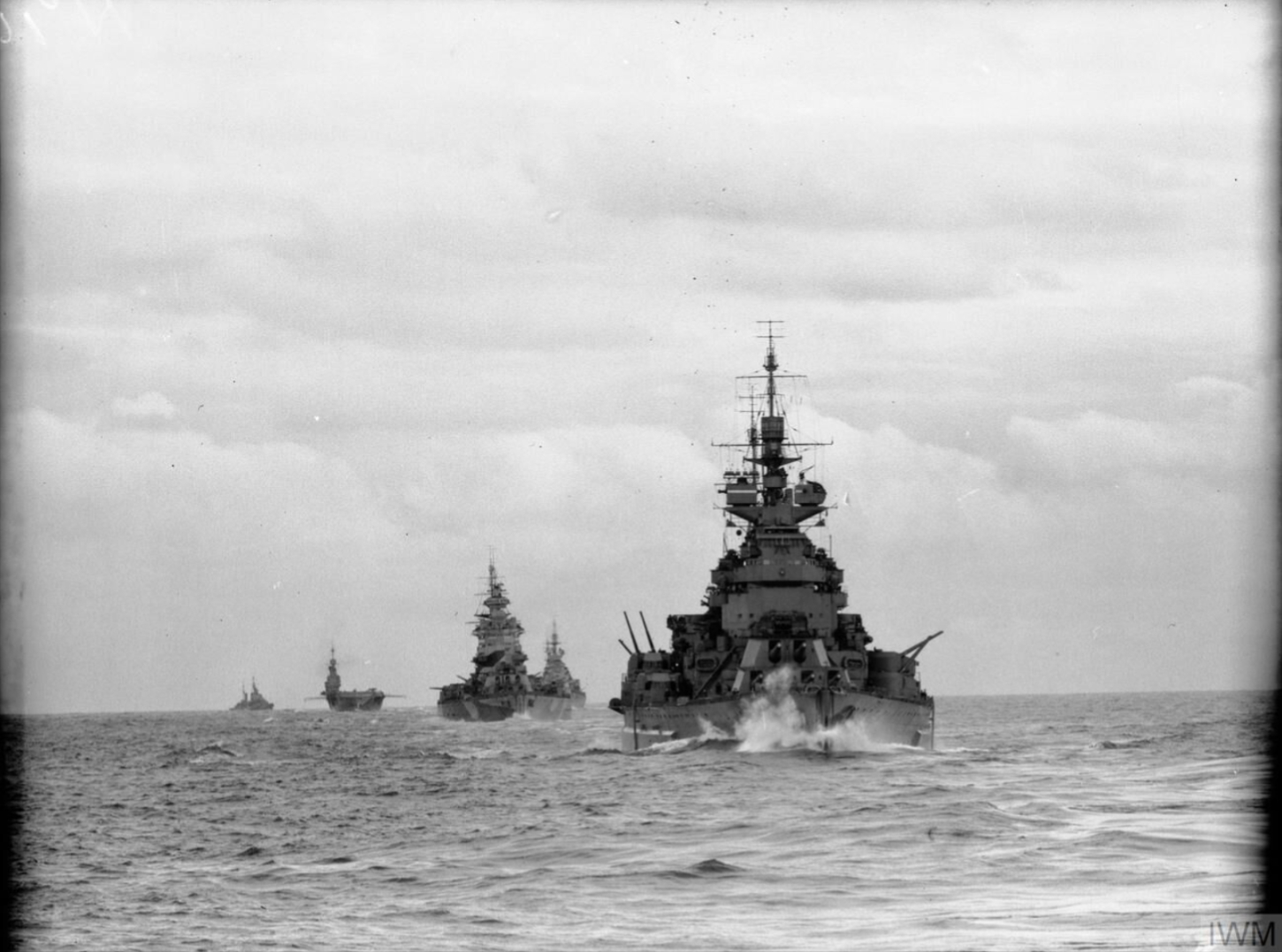
«Дюк оф Йорк» та кораблі З'єднання H під час висадки в Північній Африці

США та Велика Британія планували у листопаді 1942-го здійснити висадку в Північній Африці. Для участі в ній «Дюк оф Йорк» був переведений до З'єднання Н, ставши його флагманом. 6 листопада З'єднання у складі лінкорів «Дюк оф Йорк» і «Родней», лінійного крейсера «Рінаун» авіаносців «Вікторіес» і «Формідабл», двох легких крейсерів та сімнадцяти есмінців направилося до узбережжя Алжиру. Ці сили мали прикривати висадку союзників у містах Алжир та Оран.
Головну загрозу для кораблів становили авіація та підводні човни. Перші атаки ворожих літаків відбулася увечері 7 листопада. Під час однієї із цих атак З'єднання H втратило один есмінець, який отримав серйозні пошкодження і був вимушений повернутися у Гібралтар. Наступного дня, коли розпочалася висадка, британські кораблі були атаковані групою бомбардувальників He 111 та Ju 88, однак британці успішно відбили напад. 9 листопада німці продовжили періодичні атаки невеликими групами. У вечері 3 Ju 88 напали на «Дюк оф Йорк», але потужний вогонь зенітних гармат дозволив відбити атаку. Наступного дня до атак підключилася німецька субмарина, якій вдалося потопити один есмінець. 15 листопада, після успішного закінчення висадки, британські кораблі повернулися у Гібралтар. У той же день статус флагмана З'єднання H був переданий на лінкор «Нельсон», а «Дюк оф Йорк» згодом відплив до Британії.

### Листопад 1942— грудень 1943

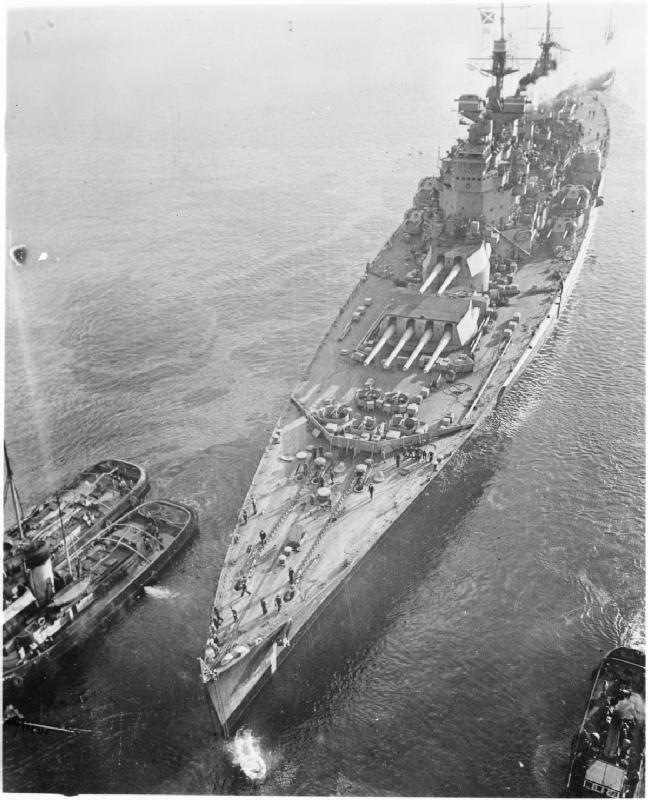
«Дюк оф Йорк» у Росайті

«Дюк оф Йорк» повертався до Британії разом з авіаносцем «Вікторіес», під час плавання їх прикривали 6 есмінців. 21 листопада німецький підводний човен намагався наблизитися до ескадри, але був виявлений і потоплений торпедоносцем «Альбакор». 26 листопада лінкор прибув у Скапа-Флоу, однак уже 8 грудня був відправлений на ремонт у місто Росайт. Одночасно з ремонтом основних агрегатів на корабель встановили додаткові зенітні гармати. 15 березня 1943-го «Дюк оф Йорк» повернувся у Скапа-Флоу.
14 квітня лінкор отримав статус флагмана Флоту Метрополії. У цей час союзники готувалися до висадки на Сицилію і значна частина британських кораблів була перекинута на Середземне море. Це призвело до того, що на території Британії залишилися тільки два сучасних лінкори типу «Кінг Джордж V». Враховуючи загрозу від великих німецьких кораблів, які перебували в Норвегії, британці попросили в США посилити Флот Метрополії. Американці погодилися і 19 травня прислали лінкори «Південна Дакота» та «Алабама».
Разом з американськими лінкорами, «Дюк оф Йорк» відплив у Хваль-фіорд. Перед ними стояло завдання прикривати конвой, що мав доставити припаси для норвезького гарнізону на островах Шпіцберген та британських військ на півночі Радянського Союзу, одночасно з цим планували переправити із СРСР до Британії два корвети Королівського Флоту. 9 червня лінкори, разом з авіаносцем «Ф'юріес», двома крейсерами та дев'ятьма есмінцями вийшли в море і взяли курс на північний захід. Вони два дні супроводжували конвой, тримаючись ближче до норвезьких берегів. Після виконання завдання ескадра розділилася: американські кораблі попрямували в Ісландію, а британські — в Скапа-Флоу.
Для відволікання уваги від висадки у Сицилії союзники вирішили здійснити рейд до берегів південної Норвегії. Перші сили вийшли в море 6 липня, «Дюк оф Йорк» відплив 7 липня о 17:00. Він діяв у групі разом з лінкором «Південна Дакота», авіаносцем «Ф'юріес», легким крейсером «Глазго» та шістьма есмінцями (5 із них американські). Наступного дня о 12:00 кораблі вийшли на задану позицію і приблизно в той же час були виявлені німецьким розвідником BV 138. Коли британці були впевнені, що літак відправив повідомлення про виявлення кораблів, вони перехопили його і збили. 9 липня, виконавши завдання, ескадра повернулася у Скапа-Флоу.
26 липня почався новий відволікаючий маневр: п'ять груп американських та британських кораблів вийшли в море і попрямували до берегів Норвегії. «Дюк оф Йорк» діяв разом з лінкором «Південна Дакота» та авіаносцем «Юнікорн». 28 липня о 10:00 до них приєдналася ще одна група кораблів і вони почали спільно маневрували в Північному морі. Ці дії викликали в німців певну тривогу, тому що вони постійно посилали розвідувальні літаки для слідкування за союзниками. Тільки за один день ескадра, у якій перебував «Дюк оф Йорк», збила чотири розвідники BV 138. 29 липня, завершивши маневри, кораблі повернулися на свої бази.
Весь наступний місяць «Дюк оф Йорк» провів у порту і вийшов у море тільки 8 вересня. Вихід був пов'язаний з німецькою атакою на Шпіцберген, яка відбулася днем раніше. В атаці брали участь значні сили, включаючи лінкори «Тірпіц» і «Шарнхорст», тому для їх перехоплення союзники залучили авіаносець «Рейнджер», 2 лінкори («Дюк оф Йорк» та «Енсон»), 3 важких крейсери та 11 есмінців. Однак 9 червня о 18:00 розвідувальні літаки повідомили, що німецькі кораблі уже знаходяться на своїх базах і союзний флот повернувся у Скапа-Флоу.
На початку жовтня союзники підготували атаку на норвезький порт Буде. Основного удару мала завдати авіація з «Рейнджера», однак через загрозу зі сторони німецького флоту, його супроводжували 14 кораблів, включаючи лінкори «Дюк оф Йорк» та «Енсон». 2 жовтня ескадра вийшла в море і вранці 4-го прибула на ударну позицію. Авіація здійснила два нальоти, під час яких було потоплено чотири торгових судна і ще сім пошкоджено. Після цього союзники вирушили у Скапа-Флоу, але о 12:55 радар «Рейнджера» засік три німецьких літаки, що наближалися до ескадри. Для їх перехоплення були відправлені винищувачі F4F Wildcat. Вони успішно відбили напад, збивши бомбардувальник Ju 88 і торпедоносець He 115. 6 жовтня кораблі повернулися на базу, але «Дюк оф Йорк» у той же день відплив у Росайт. Там він пройшов незначний ремонт і вже 20-го числа повернувся у Скапа-Флоу. Через відсутність у той час арктичних конвоїв, лінкор весь листопад провів на своїй базі.

### Бій проти «Шарнхорста»
Союзники планували поновити арктичні конвої у грудні 1943-го. Однією з найбільших загроз для конвоїв були великі німецькі кораблі. Не дивлячись на те, що «Тірпіц» був тимчасово виведений із ладу, а «Лютцов» відплив до Німеччини, в норвезьких водах продовжував перебувати «Шарнхорст». В Адміралтействі вважали, що німці обов'язково захочуть перехопити один із конвоїв і активно готувалися до такого розвитку подій. Наприклад, 9 грудня капітаном «Дюк оф Йорка» став Гай Рассел, який раніше командував лінкором «Нельсон» і мав значний досвід ведення бойових дій в нічний час. Він відразу почав тренувати своїх підопічних, щоб вони могли ефективно діяти в умовах полярної ночі.
Першими конвоями зимою 1943/44-го стали JW 55А, JW 55В і RA 55А. Під час їх проведення, адмірал Брюс Фрезер вирішив змінити тактику і розташувати лінкори ближче до конвоїв. Також адмірал дозволив вести радіопереговори, щоб дати німцям можливість виявити конвой. Таким чином він хотів виманити «Шарнхорст» і потопити його.
12 грудня JW 55А відплив з Великої Британії до СРСР, одночасно з ним у море вийшов «Дюк оф Йорк», якого супроводжували легкий крейсер «Ямайка» та чотири есмінці. Брюс Фрезер був упевнений, що «Шарнхорст» обов'язково нападе, тому більшу частину маршруту «Дюк оф Йорк» перебував неподалік конвою. Однак німці взагалі не проявили активності, тому JW 55А без втрат прибув у радянські порти. Потім в море вийшли ще два конвої — JW 55В і RA 55А. Перший із них прямував із Великої Британії до СРСР, а інший навпаки, повертався в Британію. Тим часом «Дюк оф Йорк» і кораблі супроводження прибули в ісландське місто Акурейрі. Там вони поповнили запаси палива й увечері 23 грудня знову вийшли у море. Кораблі прикривали конвой і одночасно відробляли взаємодію у випадку атаки «Шарнхорста». 24 грудня Фрезер зменшив відстань між JW 55В і силами дальнього прикриття. Наступного дня погода погіршилася: вітер став значно сильнішим, а морські хвилі більшими. О 9:00 конвой був виявлений німецькою субмариною, яка почала стежити за ним і постійно передавала координати про його місце знаходження. Згодом до спостереження за конвоєм долучилися розвідувальні літаки.
Дізнавшись про переміщення конвою, німці вивели на його перехоплення «Шарнхорст» та 5 есмінців. Хоча британський флот не мав інформації про вихід «Шарнхорста», але завдяки розвідці, знав про підготовку атаки. 26 грудня о 3:50 Фрезер наказав збільшити швидкість «Дюк оф Йорка» до 24 вузлів. Тим часом лінкор перебував за 237 миль на південний захід від JW 55В. Німці знаходилися значно ближче — за 100 миль на південний схід, але вони не знали точне місце знаходження конвою. О 8:40 легкий крейсер «Белфаст» за допомогою радара зміг виявити «Шарнхорст», який через необхідність часто змінювати курс та складні погодні умови втратив контакт зі своїми есмінцями й залишився без прикриття. Три британські крейсери вирішили скористуватися нагодою та атакували «Шарнхорст». Під час бою німецький корабель отримав 8 влучань, одне із яких вивело із ладу радар для пошуку надводних цілей. Однак лінкор вийшов із бою і британці втратили з ним контакт.
О 12:05 «Белфаст» знову виявив «Шарнхорст» і британські крейсери вдруге атакували лінкор, однак два 280-мм снаряди, які потрапили в «Норфолк», змусили їх припинити атаку і чекати на прибуття «Дюк оф Йорка». Британський лінкор уперше встановив контакт із «Шарнхорстом» о 16:17, не дивлячись на полярну ніч, можливості Type 273Q дозволили виявити німецький корабель на відстані 41,6 км. О 16:36 відстань між лінкорами зменшилася до 12,8 км, одночасно Фрезер наказав есмінцям зайняти позиції для торпедної атаки. Першим вогонь освітлювальними снарядами відкрив «Белфаст», але йому не вдалося засвітити противника. Потім освітлювальні снаряди випустив «Дюк оф Йорк» і британці змогли чітко побачити «Шарнхорст».
О 16:51 «Дюк оф Йорк», перебуваючи на відстані 11000 м, відкрив вогонь з усіх десяти гармат головного калібру. Через 5 хвилин вогонь відкрив і «Шарнхорст». Хоча його перший залп ліг з недольотом 2300 м, але наступні снаряди падали набагато ближче до британського лінкора. Першим влучання зміг добитися «Дюк оф Йорк», о 17:08 його снаряд потрапив у «Шарнхорст» між авіаційною катапультою та баштою «Цезар», у результаті попадання був знищений ангар, а на борту корабля виникла пожежа. Після цього німецький лінкор збільшив швидкість, намагаючись відірватися від противника. Однак через сім хвилин він отримав ще одне попадання — 356-мм снаряд вивів із ладу башту «Бруно». О 17:17 відстань між кораблями збільшилася до 11,9 км, тому «Дюк оф Йорк» ліг на паралельний курс і почав переслідування. На дистанції 14,6 км операторам радарів стало важче помічати сплески від снарядів. О 18:20 німецький лінкор, збільшивши відстань до 19,6 км, припинив вогонь. Однак наступної хвилини снаряд, випущений із «Дюк оф Йорка», потрапив у машинне відділення і розірвав головну паровідвідну трубу. Хоча німці швидко її відремонтувати, але корабель вже не міг розвинути швидкість більш ніж 22 вузли й відстань між «Шарнхорстом» та «Дюк оф Йорком» почала зменшуватися. Німецький лінкор відразу поновив вогонь і добився двох влучань у «Дюк оф Йорк». 280-мм снаряд, осколками вивів з ладу радар Type 284M, який використовувався для керування вогнем гармат головного калібру, а 150-мм снаряд пошкодив протиповітряний радар Type 281.
Через вихід із ладу Type 284M, «Дюк оф Йорк» тимчасово припинив вогонь. Враховуючи, що дві із трьох башт головного калібру «Шарнхорста» не могли вести вогонь, Фрезер наказав есмінцям атакувати лінкор. В атаці взяли участь чотири кораблі, які завдали удару з двох сторін. «Шарнхорст», у свою чергу, переніс вогонь із «Дюк оф Йорка» на есмінці. Жоден із кораблів не отримав прямого влучання, але один 280-мм снаряд розірвався біля «Саумареза», убивши десятьох членів екіпажу. Не дивлячись на протидію, британські есмінці випустили 28 торпед, 3 із яких потрапили в ціль. Через отримані пошкодження швидкість «Шарнхорста» знизилася до 10 вузлів. Тим часом екіпаж «Дюк оф Йорка» відремонтував Type 284M і о 19:01 корабель поновив вогонь з відстані 9500 м. З першого ж залпу, йому вдалося добитися кількох попадань у квартердек «Шарнхоста». Згодом до атаки приєдналися крейсери «Белфаст» та «Ямайка» О 19:16 німецький лінкор припинив стріляти 280-мм снарядами й Фрезер наказав добити противника торпедами. «Дюк оф Йорк», у свою чергу, вів вогонь головним калібром, добиваючись нових попадань. У результаті обстрілів у кормовій частині «Шарнхорста» відбувся вибух. О 19:29, коли німецький корабель був охоплений полум'ям і почав тонути, «Дюк оф Йорк» припинив вогонь.
О 19:25 «Ямайка» випустила три торпеди, але жодна із них не потрапила в ціль, наступної хвилини з таким же результатом відстрілявся і «Белфаст». Згодом до атаки підключилися чотири есмінці, які добилися семи попадань. О 19:37 «Ямайка» повторно випустила три торпеди, дві з яких потрапили у лінкор. О 19:45 «Шарнхорст» потонув, із 1968 чоловік, що перебували на борту, врятувалися тільки 36. Після його втрати німці вивели із Норвегії більшість важких кораблів, що дозволило зменшити чисельність Флоту Метрополії, а вивільнені сили перекинути в інші регіони.

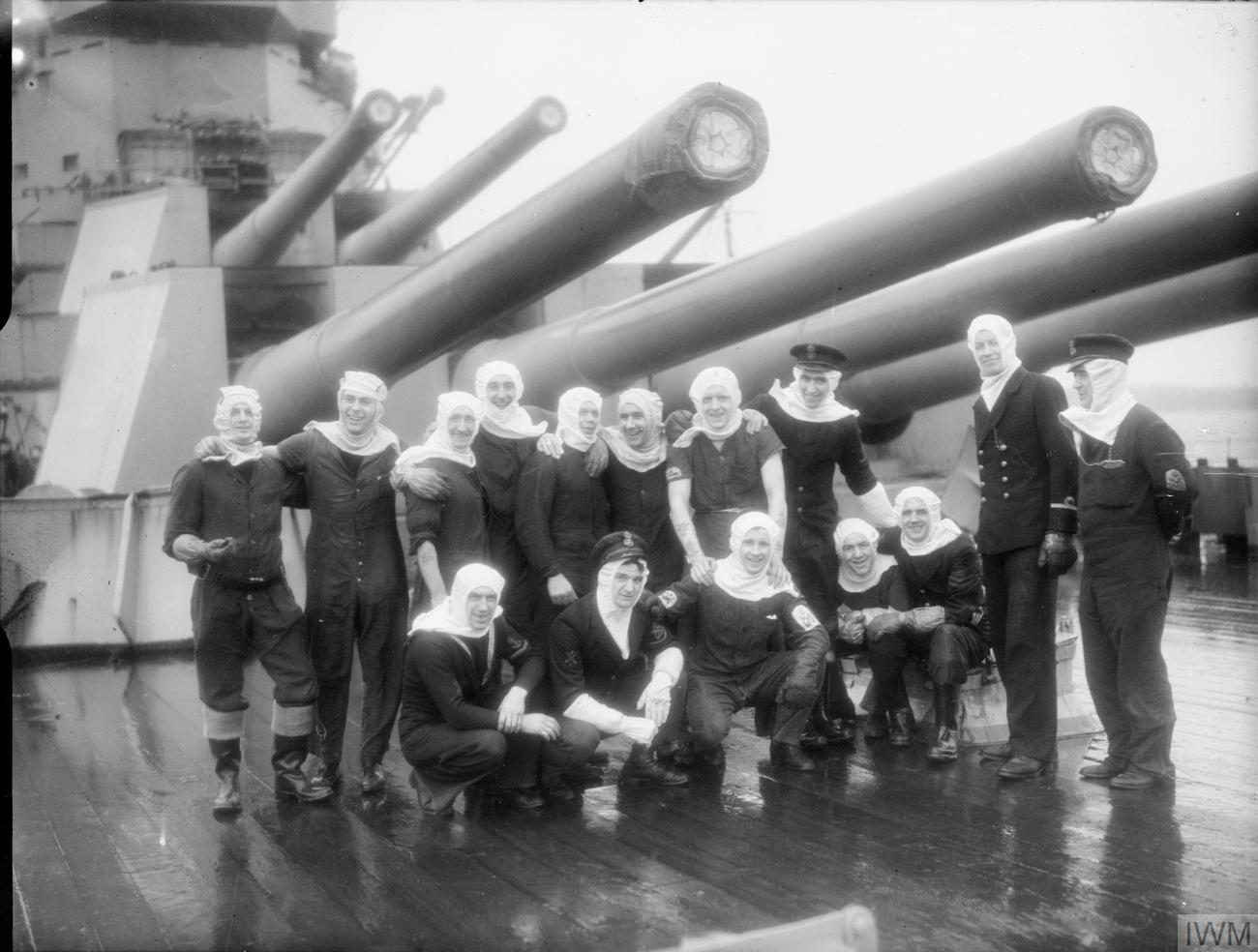
Артилеристи «Дюк оф Йорка» після перемоги над німецьким лінкором «Шарнхорст»

Під час бою в «Дюк оф Йорка» постійно виникали проблеми з артилерією головного калібру, викликані технічними несправностями. Це призводило до частих пропусків у стрільбі. Наприклад через дефекти кожуха і низький рівень підготовки заряджаючих гармата А3 пропустила 71 залп. У розпал бою в башті Y відмовили три із чотирьох гармат. Хоча проблема була усунута за 15 хвилин, за цей час лінкор зробив 17 залпів. Несправності траплялися на всіх без виключення гарматах, однак найменше їх було на В1, яка пропустила 3 залпи. Усього лінкор зробив 77 залпів, але замість 770-и снарядів випустив тільки 450. Через погану вентиляцію башт розрахунки гармат швидше втомлювалися, що негативно позначалося на темпі стрільби. Однак не дивлячись на технічні несправності і складні умови роботи обслуговчого персоналу, артилерія «Дюк оф Йорка» показала високу точність — із 77-и залпів 13 були успішними, а «Шарнхорст» отримав до 30 попадань 356-мм снарядами. Також активно стріляла і універсальна артилерія, яка випустила 150 освітлювальних і 600 бронебійних снарядів.

### Січень 1944— вересень 1945

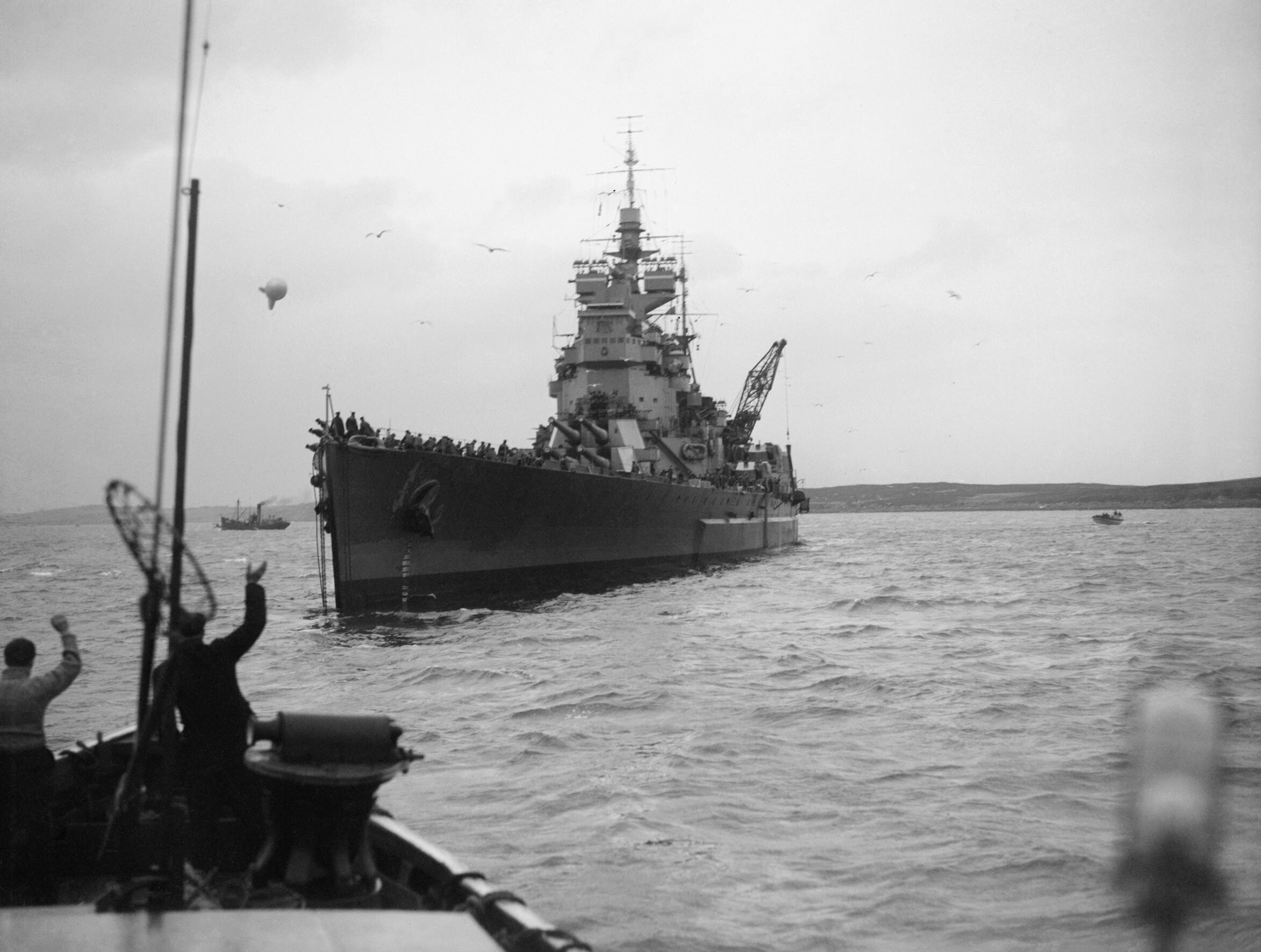
«Дюк оф Йорк» приплив у Скапа-Флоу після бою з «Шарнхорстом»

Основна частина кораблів, що брала участь в операції проти «Шарнхоста», включаючи «Дюк оф Йорк», 1 січня 1944-го прибула у Скапа-Флоу. Екіпаж корабля приймав чисельні вітання, а про його успіхи писали усі британські газети. 5 січня корабель вирушив в Росайт, де пройшов незначний ремонт і вже 25-го числа повернувся на базу. Слід відзначити, що потоплення «Шарнхоста» різко зменшило загрозу арктичним конвоям, тому наступні два місяці «Дюк оф Йорк» не брав участі у бойових діях. Однак на початку квітня у стрій мав повернутися інший німецький лінкор — «Тірпіц». Хоча імовірність його атаки на конвої розцінювалася як невисока, але британці посилити їх захист і підготували нову атаку на «Тірпіц».
30 березня З'єднання 1 у складі лінкорів «Дюк оф Йорк» і «Енсон», авіаносця «Вікторіес», легкого крейсера «Белфаст» та шести есмінців, відплило зі Скапа-Флоу. Ці кораблі здійснювали дальнє прикриття конвою JW 58. Потім вони мали приєднатися до З'єднання 2 і спільно завдати удар по «Тірпіцу». Спочатку атака була запланована на 4 квітня, але розвідка повідомила, що вранці 3-го числа німецький лінкор вийде в море для проведення випробувань. Це була відмінна можливість атакувати «Тірпіц» за межами добре захищеної бази. У цей час конвой знаходився в Баренцевому морі і йому більше не загрожували надводні сили противника. Враховуючи ці два фактори адмірал Фрезер вирішив перенести атаку на 3 квітня. Обидві британські ескадри з'єдналися 2 квітня о 4:30 і спільно вирушили до берегів Норвегії. Перед початком операції «Дюк оф Йорк» із двома есмінцями зайняв позиції північніше основної групи, яка перебувала за 190 км від Ко-фіорда. Перші літаки піднялися в повітря 3 квітня о 4:15, всього в атаці брали участь 40 торпедоносців «Баракуда» під прикриттям такої ж кількості винищувачів Wildcat і Hellcat. Німці не змогли завчасно виявити британський флот, тому атака стала для них абсолютно неочікуваною. Елемент неочікуваності у поєднанні з відмінною підготовкою операції дали хороший результат — «Тірпіц» отримав серйозні пошкодження і був виведений із ладу, а його екіпаж втратив 122 чоловіки убитими та 316 пораненими. 5 квітня «Дюк оф Йорк», у супроводі двох есмінців, повернувся у Скапа-Флоу.
Хоча «Тірпіц» і був виведений із ладу, однак союзники прагнули потопити його. Нова атака була запланована на 29 травня. Удару мали завдати літаки з авіаносців «Вікторіес» та «Ф'юріес». У той же час «Дюк оф Йорк», разом з лінкором «Енсон» повинні були здійснити відволікаючий маневр. 28 травня в море вийшла авіаносна група, лінкори відплили наступного дня о 15:00. 30 травня «Дюк оф Йорк» зі своєю ескадрою прибув на позицію за 40 миль на схід від Фарерських островів. У цьому районі активно діяла німецька авіація і кораблі були виявлені досить швидко. Таким чином британці хотіли відволікти увагу противника від авіаносної групи. Однак вона була виявлена німецькою субмариною, що у поєднанні з несприятливими погодними умовами в місці перебування «Тірпіца», змусило британський флот відмінити атаку. Замість цього британці вирішили завдати авіаудару по німецьких кораблях у районі міста Олесунн. Атака виявилася успішною — британські літаки потопили два торгових судна та один військовий корабель.
14 червня на «Дюк оф Йорку» підняв свій прапор новий командир Флоту Метрополії адмірал Генрі Мур. У другій половині червня корабель пройшов модернізацію протиповітряної оборони.
14 липня розпочалася чергова операція проти «Тірпіца». До неї були залучені лінкор «Дюк оф Йорк», авіаносці «Вікторіес», «Ф'юріес» і «Формідабл», 4 крейсери та 12 есмінців. Флот вийшов на ударну позицію в 00:00 17 липня і через годину розпочав атаку. Удар, як і в більшості операцій проти «Тірпіца», завдавала авіація. Всього в нальоті взяли участь 44 «Баракуди» під прикриттям 48 винищувачів. Після успішної атаки на «Тірпіц» 3 квітня, німці значно посилили протиповітряну оборону Ко-фіорда і як наслідок, авіаудар виявився невдалим — британці втратили три літаки й не завдали лінкору жодних ушкоджень. Британський флот планував здійснити ще один нальот, але через туман він був скасований за декілька хвилин до початку. Коли британські кораблі поверталися на базу, німці вирішили атакувати їх за допомогою підводних човнів. За британськими даними, до операції було залучено 15 субмарин. Однак успішні дії авіації дозволили зірвати атаку — німці втратили 6 підводних човнів (2 потоплені та 4 пошкоджені), а британський флот успішно дістався Скапа-Флоу.

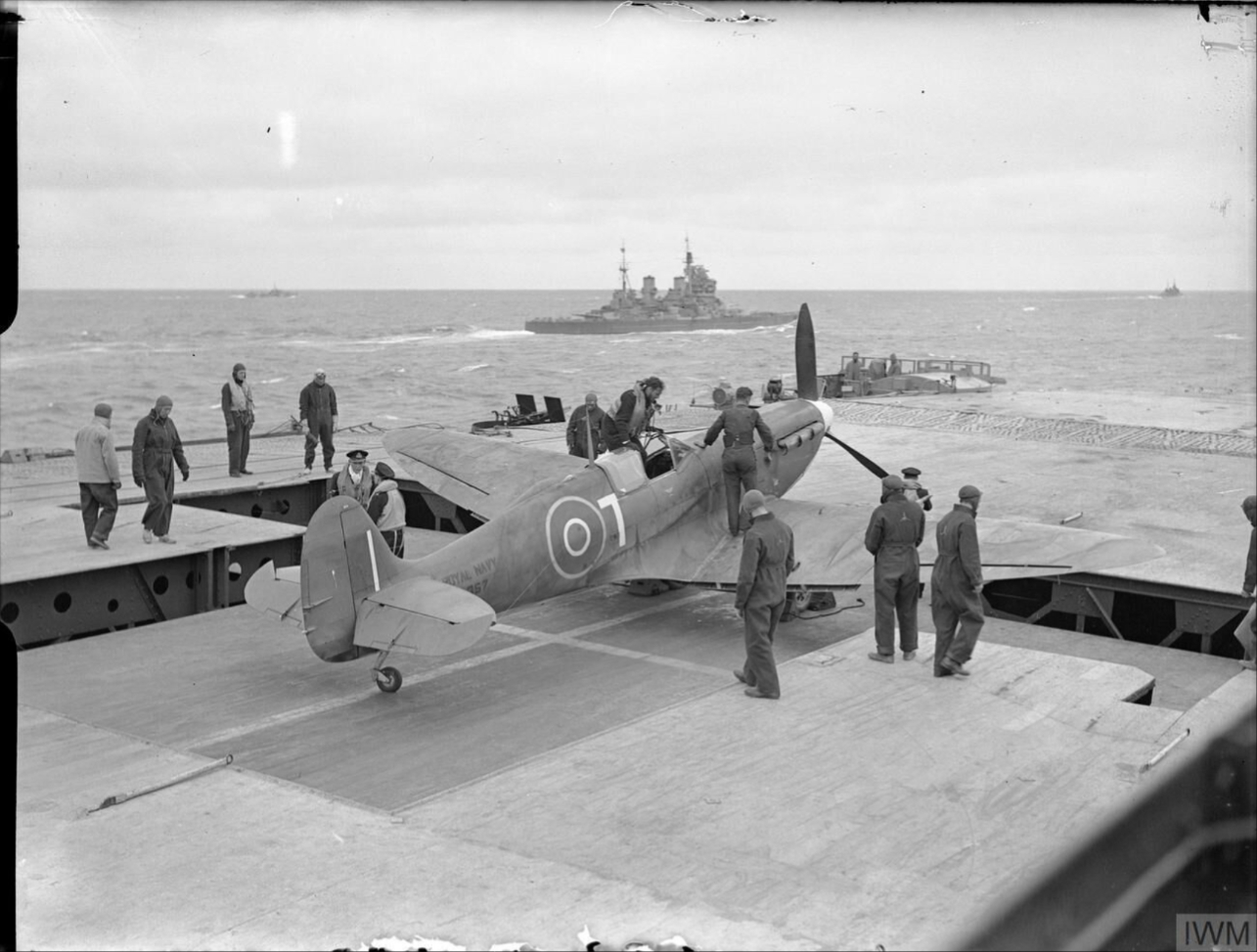
Supermarine Seafire готується до злету з авіаносця «Ф'юріес», на середньому плані видно лінкор «Дюк оф Йорк»

Наступна операція проти «Тірпіца» розпочалася 18 серпня. Британський флот був розділений на три групи, «Дюк оф Йорк» діяв у складі З'єднання 1, разом з авіаносцями «Інденфатігебл», «Ф'юріес» та «Формідабл». Одночасно з атакою на німецький лінкор, флот забезпечували проходження конвою JW 59. 22 серпня о 10:00 британські кораблі вийшли на ударну позицію і через годину авіація розпочала нальот. Головною ударною силою були 32 «Баракуди», які діяли під прикриттям 52 винищувачів. Однак, жодна із випущених ними бомб не потрапила у ціль. Після атаки різко активізувалися німецькі розвідники BV 138, винищувачам із «Інденфатігебла» навіть вдалося збити два із них. Увечері авіація завдала повторного удару силами шести «Хелкетів» під прикриттям восьми винищувачів «Файрфлай». За два нальоти британці втратили три літаки, а «Тірпіц» навіть не був пошкоджений.
24 серпня відбувся третій авіанальот, у якому взяли участь 48 бомбардувальників і 29 винищувачів. Під час атаки, британським літакам вдалося добитися двох влучань — одна 500-фунтова бомба потрапила в район башти «Бруно», однак не спричинила значних пошкоджень, а інша, 1600-фунтова, змогла пробити верхню та нижню броньовані палуби, але не здетонувала. Під час нальоту британці втратили 6 літаків. Четвертого авіаудару було завдано 29 серпня, у ньому взяли участь 34 бомбардувальники та 25 винищувачів. Німці завчасно виявили літаки й підготувалися до відбиття атаки. Через димові завіси та сильний зенітний вогонь, нальот виявився невдалим — жодна бомба не влучила у ціль, а британці втратили два літаки. Після цього «Дюк оф Йорк» та «Формідабл», у супроводі важкого крейсера та вісьми есмінців відділилися від основних сил для захисту конвою RA 59A. Виконавши завдання, 3 вересня «Дюк оф Йорк» прибув у Скапа-Флоу. У той же день на борт корабля піднявся новий командир — капітан Ангус Ніколь.
У вересні лінкор почав готуватися до участі у бойових діях на Тихому океані. 18-го числа він передав авіаносцю «Ф'юріес» статус флагмана Флоту Метрополії й наступного дня прибув у Ліверпуль для проходження модернізації. У результаті модернізації була значно посилена протиповітряна оборона та оновлене радіоелектронне обладнання. 4 квітня 1945 року «Дюк оф Йорк» повернувся у Скапа-Флоу і 25-го, разом із лінкором «Енсон» та важким крейсером «Сасекс» відплив до Тихого океану.
30 квітня кораблі прибули у Гібралтар і звідти попливли до Мальти. Однак у «Дюк оф Йорка» виникли неполадки в електричній мережі й він був вимушений залишитися на острові, у той час як «Енсон» і «Сасекс» продовжили плавання. Ремонтні роботи тривали понад три тижні, тому корабель зміг вийти в море тільки 26 травня. Під час плавання він заходив у Порт-Саїд, Аден, Коломбо, Фрімантл та Олбані. 1 липня прибув у Сідней, де увійшов до складу з'єднання TF 37. У складі з'єднання також перебували лінкор «Кінг Джордж V», авіаносці «Вікторіес», «Індефатігебл», «Імплекебл» та «Формідабл».

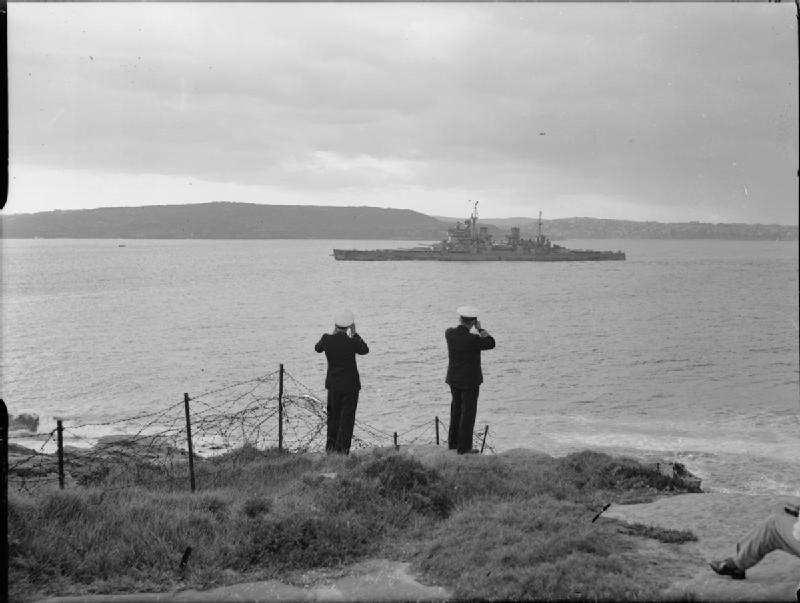
Командир Британського тихоокеанського флоту адмірал Брюс Фрезер спостерігає за «Дюк оф Йорком» у Сіднеї

6 липня основні сили TF 37 вирушили на бомбардування Японії, але через недостатню готовність «Дюк оф Йорк» не взяв участь в операції. Натомість його екіпаж зайнявся поповненням корабельних запасів, перевіркою роботи радарів і зенітної артилерії. 26-30 липня лінкор пройшов технічне обслуговування та фарбування у сухому доці й 31-го числа вирушив до Нової Гвінеї. Коли «Дюк оф Йорк» прибув до Нової Гвінеї, адмірал Брюс Фрезер зробив його флагманом Британського тихоокеанського флоту. 9 серпня лінкор у супроводі двох есмінців приплив на Гуам. На острові із них була сформована оперативна група TG 30.2, яка 13 серпня відплила до Японії. Однак 15 серпня стало відомо, що японці мають намір капітулювати, тому усі союзні війська отримали наказ припинити бойові дії. Наступного дня «Дюк оф Йорк» прибув до південного берега Хонсю, де зустрівся з TF 37 та кораблями Третього американського флоту.
27 серпня «Дюк оф Йорк» зайшов у Саґамську затоку, де американські та британські сили готувалися до висадки в Токіо. Вранці 29 серпня союзний флот вирушив до Токіо. Спочатку в Токійську затоку ввійшла група американських кораблів на чолі з лінкором «Міссурі», першим із британських кораблів у затоку ввійшов «Дюк оф Йорк». Згодом британський флот кинув якір у порту Йокосуки. 2 вересня відбулася капітуляція Японії на якій був присутній і «Дюк оф Йорк».

### Вересень 1945— 1957
Хоча бойові дії завершилися, але «Дюк оф Йорк» продовжував виконувати завдання на Тихому океані. 16 вересня корабель прибув у Гонконг, де відбулася формальна капітуляція місцевого гарнізону. На початку жовтня лінкор приплив у Сідней і перебував там протягом наступних чотирьох тижнів. З третього по двадцять перше листопада він здійснив плавання до Тасманії. 1 грудня лінкор знову вийшов у море і взяв курс на Гонконг. З його екіпажу був сформований підрозділ чисельністю 1200 чоловік, який 26 грудня висадився в Гонконзі й виконував функції місцевого гарнізону до прибуття британської армії.
Через те, що більша частина екіпажу знаходилася на суші, протягом наступних двох місяців «Дюк оф Йорк» майже не виходив у море. Винятком стали плавання у Сямень (17-21 січня 1946-го) та спільні навчання з американським флотом (19 лютого). 11-27 березня лінкор здійснив плавання по Японії, де заходив у Нагасакі, Каґошіму, Куре та Йокогаму. Після цього він відплив до Сіднея, але вже 29 травня повернувся у Гонконг. 7 червня на борт «Дюк оф Йорка» піднявся адмірал Брюс Фрезер і корабель узяв курс на Сингапур. 11 червня в Сингапурі Фрезер передав командування адміралу Денісу Бойду, одночасно з цим був переданий і статус флагмана флоту. Згодом «Дюк оф Йорк» відплив до Великої Британії, під час плавання він заходив у Коломбо, Порт-Саїд та Гібралтар. 11 липня корабель прибув у Плімут.
У липні-грудні «Дюк оф Йорк» пройшов ремонт у Плімуті й після його завершення став флагманом Флоту метрополії. Однак після завершення Другої світової британський уряд значно скоротив військові видатки, тому для економії коштів флот вирішив вивести в резерв усі лінкори типу «Кінг Джордж V». У квітні 1949-го «Дюк оф Йорк» став флагманом Резервного флоту і служив у цьому статусі до листопада 1951-го. Потім корабель був законсервований, однак через погане обслуговування втратив боєздатність. Крім того в середині 1950-х років британський флот дійшов висновку, що лінійні кораблі йому більше не потрібні. Як наслідок 18 травня 1957-го «Дюк оф Йорк» був списаний, а потім проданий приватній компанії для утилізації. 18 лютого 1958-го корабель відбуксирували у Феслайн, де його розібрали на метал.

## Капітани корабля
Список капітанів корабля узятий зі статті «HMS Duke of York», яка розміщена на сайті www.uboat.net
| № | Звання  | Ім'я та прізвище | Дата призначення | Дата звільнення |
| - | ------- | ---------------- | ---------------- | --------------- |
| 1 | Капітан | Сесіл Харкорт    | 15 квітня 1941   | 8 липня 1941    |
| 2 | Капітан | Кеннет Макінтош  | 8 липня 1941     | 1 серпня 1941   |
| 3 | Капітан | Сесіл Харкорт    | 1 серпня 1941    | 2 вересня 1942  |
| 4 | Капітан | Джордж Крісі     | 2 вересня 1942   | 6 серпня 1943   |
| 5 | Капітан | Брайан Шофілд    | 6 серпня 1943    | 9 грудня 1943   |
| 6 | Капітан | Гай Рассел       | 9 грудня 1943    | 1 вересня 1944  |
| 7 | Капітан | Ангус Ніколь     | 1 вересня 1944   | 31 липня 1946   |

## Флагманська служба
Інформація взята із сайту www.naval-history.net
| №  | З'єднання                       | Звання, ім'я та прізвище командира | Період                         |
| -- | ------------------------------- | ---------------------------------- | ------------------------------ |
| 1  | 2-га лінійна ескадра            | Віце-адмірал Албан Кертіс          | 6 листопада — 9 грудня 1941    |
| 2  | 2-га лінійна ескадра            | Віце-адмірал Албан Кертіс          | 28 березня — 6 травня 1942     |
| 3  | Флот Метрополії                 | Адмірал Джон Тові                  | 6 травня — 24 липня 1942       |
| 4  | З'єднання H                     | Віце-адмірал Едвард Сіфрет         | 17 жовтня — 15 листопада 1942  |
| 5  | Флот Метрополії                 | Адмірал Джон Тові                  | 14 квітня — 8 травня 1943      |
| 6  | Флот Метрополії                 | Адмірал Брюс Фрезер                | 8 травня 1943 — 13 червня 1944 |
| 7  | Флот Метрополії                 | Адмірал Генрі Мур                  | 14 червня — 18 вересня 1944    |
| 8  | Британський тихоокеанський флот | Адмірал Брюс Фрезер                | 5 серпня 1945 — липень 1946    |
| 9  | Флот Метрополії                 | Адмірал Едвард Сіфрет              | грудень 1946 — січень 1949     |
| 10 | Флот Метрополії                 | Адмірал Родерік Макгрігор          | січень 1949 — квітень 1949     |
| 11 | Резервний флот                  | Віце-адмірал Робін Брідж           | квітень 1949 — січень 1951     |
| 12 | Резервний флот                  | Віце-адмірал Генрі Маккол          | січень 1951 — листопад 1951    |